# 鄭祖煥
鄭祖煥（?—?），湖南省長沙府湘陰縣人，清朝政治人物、進士出身。
光緒九年（1883年），参加癸未科殿試，登進士二甲43名。同年五月，改翰林院庶吉士。光緒十二年四月，散館，俱著以部属用。